# Ouyang Nana
Ouyang Nana (en chino, 歐陽娜娜; 15 de junio de 2000 en Taiwán, República Popular China, es una actriz y música china reconocida por su papel como Nancy en la película Bleeding Steel y por ser una prodigiosa pianista y violoncelista.

## Biografía
Es hija de los actores Ouyang Long y Fu Juan, tiene dos hermanas: la actriz Ouyang Nini (mayor) y Ouyang Didi (menor).
Su tía es la famosa cantante taiwanesa-japonesa Ou-Yang Fei Fei.
En 2018 reanudó sus estudios en el Berklee College of Music.
Es buena amiga del actor Arthur Chen

## Carrera

### Música
Inspirada por la violoncelista Mei-Ying Liao, Nana comenzó a tocar el piano a la edad de cinco años y el violonchelo a los seis años. Ganó el primer lugar en cello y el segundo lugar en el piano en el Concurso de Música de la Copa Taiwan Wenhua. 
En 2008 comenzó a asistir al programa de música en la escuela primaria Dun-Hua, de donde se graduó en 2012 con los máximos honores.
En 2010, fue admitida para estudiar cello en la Escuela Secundaria Afiliada de la Universidad Normal Nacional de Taiwán. El mismo año, se convirtió en la violonchelista principal de la Century Youth Orchestra. También participó en el Festival Nacional de Verano del Cello Institute en los Estados Unidos y en el Festival de Verano Salut 2011 en Taitung. 
En 2012, se convirtió en la violonchelista más joven en debutar en el recital como solista en la "National Concert Hall" de Taiwán. Ese mismo año, ganó el Primer Premio en el Concurso Nacional de Música del Año Escolar 100 de Taiwán y fue aceptada en el programa de música de Junior High en la Universidad Normal Nacional de Taiwán.

### Actuación
En 2014, se unió al elenco de la película Beijing Love Story donde interpretó a una joven violoncelista. 
En 2016, comenzó a filmar para la película de ciencia ficción Bleeding Steel junto a Jackie Chan. 
En 2017 fue elegida como la protagonista femenina en el filme juvenil Secret Fruit, basada en la novela homónima de Rao Xueman.
El 30 de enero de 2020, se unirá al elenco principal de la serie The Great Ruler donde interpretó a Luo Li, hasta el final de la serie en marzo del mismo año.

## Filmografía

### Series de televisión
| Año  | Título                        | Personaje  | Notas        |
| ---- | ----------------------------- | ---------- | ------------ |
| 2020 | The Great Ruler (大主宰)      | Luo Li     | 48 episodios |
| 2016 | Yes! Mr. Fashion (是！尚先生) | Lu Xiaokui |              |

### Películas
| Año  | Título             | Personaje    | Notas                                                                              |
| ---- | ------------------ | ------------ | ---------------------------------------------------------------------------------- |
| 2021 | 1921               | -            | junto a Huang Xuan, Han Dongjun, Zhang Yunlong, Shawn Dou, Liu Haoran y Karry Wang |
| 2020 | 武动天地           | -            |                                                                                    |
| 2017 | Bleeding Steel     | Nancy        |                                                                                    |
| 2017 | Secret Fruit       | Yu Chizi     | junto a Arthur Chen y Oho Ou                                                       |
| 2017 | Beautiful Accident | Xing Xing    |                                                                                    |
| 2016 | Mission Milano     | Luo Jiaxin   |                                                                                    |
| 2015 | To the Fore        | Chen Yiqiao  |                                                                                    |
| 2014 | Beijing Love Story | Liu Xingyang |                                                                                    |

### Programas de variedades
| Año             | Programa                            | Notas                       |
| --------------- | ----------------------------------- | --------------------------- |
| 2020            | Fourtry                             |                             |
| 2015-2017, 2019 | Happy Camp                          | 8 episodios - invitada      |
| 2019            | Produce Camp 2019 (创造营 2019)     | (ep. #8) - invitada         |
| 2019            | My Agent and I (我和我的经纪人)     | 10 episodios - miembro      |
| 2019            | Ace vs Ace 4 (王牌对王牌 4)         | (ep. #1-2) - invitada       |
| 2018 - 2019     | Sister's Flower Shop (小姐姐的花店) | 12 episodios - presentadora |
| 2018            | Keep Running Season 6 (奔跑吧)      | (ep. #7) - invitada         |
| 2018            | Ace vs Ace 3 (王牌对王牌 3)         | 12 episodios - miembro      |
| 2017            | Ace vs Ace 2 (王牌对王牌 2)         | 12 episodios - miembro      |
| 2017            | The Birth of An Actor (演员的诞生)  | (ep. #3, 9-10) - invitada   |
| 2017            | Crazy Wardrobe: Season 1 (疯狂衣橱) | (ep. #1) - invitada         |
| 2016            | Ace vs Ace 1 (王牌对王牌 1)         | (ep. #1.10) - invitada      |
| 2016            | Go Wardrobe (拜托了衣橱)            | invitada                    |
| 2016            | Who's The Murderer: Season 1        | (ep. #4) - invitada         |
| 2015            | Up Idol: Season 1 (偶像来了)        | 12 episodios - miembro      |

### Presentadora
| Año  | Evento                                           | Notas           |
| ---- | ------------------------------------------------ | --------------- |
| 2019 | Zhejiang Television’s annual Autumn Gala Concert | co-presentadora |

### Anuncios
| Año  | Título        | Notas |
| ---- | ------------- | ----- |
| 2020 | L’Oreal Paris |       |

### Revistas / sesiones fotográficas
| Año  | Título                              | Notas                                           |
| ---- | ----------------------------------- | ----------------------------------------------- |
| 2020 | Converse                            |                                                 |
| 2020 | Rayli HerStyle                      | (publicación de abril)                          |
| 2020 | Armani Exchange                     |                                                 |
| 2020 | Harper’s Bazaar China x Ubras       |                                                 |
| 2020 | T Magazine China                    | (publicación de febrero)                        |
| 2020 | MiniBazaar China                    | (publicación de febrero) - junto a Zhou Zhennan |
| 2020 | InStyle China                       | (publicación #579)                              |
| 2020 | Vogue China                         |                                                 |
| 2020 | YOHO! Magazine                      | (publicación de enero)                          |
| 2019 | Peacebird                           |                                                 |
| 2019 | Esquire Fine                        | (publicación de diciembre)                      |
| 2019 | Grazia China                        | (publicación #429)                              |
| 2019 | VogueMe China                       | junto a Roy Wang - (publicación de octubre)     |
| 2017 | Harper's Bazaar (150th Anniversary) | junto a Arthur Chen                             |
| 2017 | CHIC (小资)                         | junto a Arthur Chen                             |
| 2017 | SUPERELLE                           | junto a Arthur Chen                             |
| -    | Yoho!                               | junto a Arthur Chen                             |

### Embajadora / Endorsos
| Año         | Título           | Notas                                  |
| ----------- | ---------------- | -------------------------------------- |
| 2020 -      | SoGood Ice Cream | Portavoz                               |
| 2020 -      | L’Oreal Paris    | Portavoz                               |
| 2019 -      | Roger Vivier’s   | Portavoz en la región de China         |
| 2019 - 2021 | Converse         | Portavoz en la región de Asia Pacífico |

### Eventos
| Año  | Título                                               | Notas                              |
| ---- | ---------------------------------------------------- | ---------------------------------- |
| 2021 | 2020 Weibo Night                                     |                                    |
| 2020 | "Believe In The Future" - Livestream Charity Concert |                                    |
| 2020 | Nice to Meet Poetry                                  | (Special Spring Poetry Livestream) |
| 2020 | Jiangsu TV Spring Festival Gala                      |                                    |
| 2020 | CCTV Spring Festival Gala                            |                                    |
| 2020 | Hunan TV 2020 Spring Festival Gala                   |                                    |
| 2020 | NY Times Travel China                                | en Paris                           |
| 2020 | 2019 Weibo Awards Ceremony                           |                                    |
| 2020 | 2019 Jinri Toutiao Gala                              |                                    |
| 2019 | Jiangsu TV - New Year’s Eve Gala                     |                                    |
| 2019 | 2020 iQiYi Scream Night                              |                                    |
| 2019 | 2019 Zhejiang TV Autumn Gala Concert                 |                                    |

## Discografía

### Álbumes
| Año  | Título                          | Notas |
| ---- | ------------------------------- | ----- |
| 2017 | Cello Loves Disney (梦想练习曲) |       |
| 2015 | 15                              |       |

### Singles
| Año  | Título                                                        | Álbum                                               | Notas                                                  |
| ---- | ------------------------------------------------------------- | --------------------------------------------------- | ------------------------------------------------------ |
| 2020 |                                                               | Interpretación en "Jiangsu TV Spring Festival Gala" | junto a Fan Chengcheng                                 |
| 2019 | 岁月                                                          | Interpretación en "32nd Golden Rooster Awards"      | junto a Huang Xuan, Zhou Dongyu y Roy Wang             |
| 2019 |                                                               |                                                     | Canción del concierto "2019 Zhejiang TV Autumn Gala"   |
| 2019 | To Me                                                         | -                                                   |                                                        |
| 2018 | Tree Hollow (树洞)                                            | -                                                   |                                                        |
| 2017 | 17-year-old, I've Got Something to Say (17岁的我, 有些话想说) | OST de "Secret Fruit"                               | junto a Arthur Chen, Zou Yuanqing y Zhang Chenghang    |
| 2017 | For My 17-year-old Self (给17岁的自己)                        | OST de "Secret Fruit"                               | junto a Arthur Chen, Oho Ou, Ma Sichun y Guan Xiaotong |
| 2017 | The Secret Words (秘语)                                       | OST de "Secret Fruit"                               | junto a Arthur Chen                                    |
| 2016 | Warming Your Winter (溫暖你的冬)                              | OST de "Yes! Mr. Fashion"                           |                                                        |

### Otros
| Año  | Título                  | Notas |
| ---- | ----------------------- | --- |
| 2020 | Love’s Bridge           | junto a otros artistas - (canción de apoyo para las personas que está luchando contra el coronavirus)                                                           |
| 2020 | Tomorrow Will Be Better | junto a Qian Zhenghao, Huang Zihongfan y estudiantes de Berklee College of Music - (canción de apoyo para las personas que está luchando contra el coronavirus) |

## Premios y nominaciones
| Año  | Categoría                       | Premio                       | Trabajo             | Resultado |
| ---- | ------------------------------- | ---------------------------- | ------------------- | --------- |
| 2019 | Best Live Performer of the Year | 2020 iQiYi Scream Night      | -                   | Ganó      |
| 2019 | Best IP Variety Show            | 2020 iQiYi Scream Night      | -                   | Ganó      |
| 2017 | Most Anticipated Promising Idol | 17th Top Chinese Music Award | 15                  | Ganó      |
| 2017 | Best 3 New Artist               | 31st Japan Gold Disc Award   | 15                  | Ganó      |
| 2016 | iQiyi Popularity Award          | Hito Music Award             | Warming Your Winter | Ganó      |